# Mirror's Edge Catalyst
Mirror's Edge Catalyst es un videojuego de acción-aventura desarrollado por EA DICE y distribuido por Electronic Arts para Microsoft Windows, Xbox One y PlayStation 4. Es una secuela y reinicio del videojuego de 2008 Mirror's Edge y narra el pasado de Faith Connors y su lucha contra las corporaciones que quieren controlar la Ciudad de cristal. Su fecha de lanzamiento fue en junio de 2016.

## Argumento
Faith Connors es liberada de prisión y se encuentra con su compañero runner Icarus, así como con el líder de la camarilla de runners Noah, quien crio a Faith después de la muerte de sus padres. Durante una captura de datos dentro de la sede de Elysium, Faith se desvía de sus órdenes y recupera un valioso disco duro, pero Gabriel Kruger, director ejecutivo de Kruger Security, o K-Sec, la ve. Se las arregla para escapar, con la intención de usar el contenido del disco para pagar su deuda con Dogen, un jefe del mercado negro. Noah está enojado con Faith por involucrarse con Kruger, pero le dice que necesita saber qué hay dentro del disco para poder negociar con él. Faith lleva el disco a Plastic, un hacker talentoso, quien le dice que el disco contiene planos para un proyecto de alto secreto conocido como Reflection.
Mientras tanto, K-Sec toma medidas enérgicas contra los Runners debido a las acciones de Faith en Elysium. Mientras Icarus y Faith están fuera, lideran una incursión en la guarida de los Runners y capturan o matan a todos los presentes. Faith e Icarus, sin tener adónde ir, recurren a Rebecca Thane, líder de Noviembre Negro, un movimiento de resistencia militante empeñado en destruir el Conglomerado por la fuerza. Los rebeldes prepararon una emboscada para capturar a un comandante de alto rango de K-Sec, a quien pretenden cambiar por sus propios soldados capturados. La misión es un éxito y resulta que la oficial capturada es Isabel Kruger, hija y guardaespaldas personal de Gabriel Kruger.
Faith le pide a Plastic que se infiltre en los servidores de K-Sec y recopile información sobre Isabel, que resulta ser Caitlyn "Cat" Connors, la propia hermana de Faith, que se suponía muerta. Gabriel Kruger la tomó como su hija adoptiva y le dijo que Faith fue asesinada junto con el resto de su familia. Faith vuelve corriendo al cuartel general subterráneo de Noviembre Negro, donde Thane se está preparando para ejecutar a Isabel con el fin de enviarle un mensaje a su padre. Aunque Isabel no parece recordar quién es Faith, Faith convence a Thane para que la salve.
Isabel le dice a Faith que Noah aún podría estar vivo, recluido en un complejo llamado Kingdom. Al llegar, Faith rescata a un grupo de científicos de Reflection que fueron detenidos por K-Sec por "hacer demasiadas preguntas". La científica principal, Aline Maera, explica que Reflection consiste en inyectar a la población nanitos que se pueden controlar de forma remota para regular los pensamientos y las emociones. Aline también menciona que la propia madre de Faith, Erika, inventó el algoritmo que más tarde permitiría realizar Reflection. Faith encuentra a Noah, con quien se está experimentando con prototipos de nanitos Reflection, pero es demasiado tarde para evitar su muerte. Mientras tanto, de vuelta en el cuartel general de Black November, los rebeldes son emboscados por K-Sec mientras sacan a Isabel del suelo. Ícaro y los rebeldes son inyectados con nanitos Reflection.
Faith continúa teniendo recuerdos de Gabriel Kruger matando a sus padres que querían salir del proyecto Reflection. Mientras Faith y Cat escapaban, se arrojó una granada de gas, lo que provocó que Cat se ahogara y perdiera el conocimiento. Faith se vio obligada a abandonarla.
Plastic y Aline trabajan juntos para diseñar un virus que deshabilite Reflection de una vez por todas. Para hacer esto, necesitan la identificación de Gabriel Kruger, que Faith asegura irrumpiendo en su apartamento privado. Desde allí, es testigo de una explosión masiva en The Shard, el edificio más alto de todo Glass. Faith todavía necesita ir encima de The Shard, que contiene la antena de transmisión pero ahora es inestable, para activar el virus. En la parte superior, Gabriel la confronta, quien defiende su decisión de lanzar Reflection, diciendo que los nanites son una cura diseñada para mantener a raya la afección pulmonar crónica de Isabel, y que el proyecto se trata de supervivencia en lugar de control.
A ellos se une Isabel, que intenta detener el virus, pero es demasiado tarde. Luchan en el helipuerto e Isabel acusa a Faith de dejarla atrás para que muera, mientras Faith intenta recordarle a Isabel quién es realmente. Gabriel Kruger aparece en un helicóptero y le ruega a Isabel, vacilante, que lo acompañe. El Fragmento comienza a desmoronarse y Gabriel sale volando del helicóptero que cae. Faith se desliza hasta el borde del helipuerto, pero Isabel la atrapa. Se escucha a Gabriel gritar a su hija para que lo salve, e Isabel le explica a Faith que "tiene que hacerlo" y sale corriendo en su dirección. Sin embargo, cuando el helicóptero se eleva de nuevo y se aleja volando, solo Isabel está de pie en él, y Gabriel no se ve por ningún lado.
Posteriormente, se informa en las noticias que Isabel ahora reemplazará a su padre desaparecido como CEO de Kruger Security. Si bien no hubo levantamientos en la población, Faith deshabilitó con éxito el lanzamiento de Reflection, manteniendo así a las personas a salvo del Conglomerado.

## Desarrollo
En el E3 del 2013, durante la conferencia de EA se dio a conocer la noticia de un nuevo videojuego de Mirror's Edge para la siguiente generación de consolas y PC, tratándose de una "precuela" a la historia contada en el primer juego. El 5 de mayo de 2015 se anunció que saldría a principios de 2016.